# Улица Каупмехе
Улица Ка́упмехе (эст. Kaupmehe tänav), в 1959—1990 годах улица Ханса Пегельмана (эст.  Hans Pöögelmanni tänav) — улица в Таллине, столице Эстонии.

## География
Пролегает в микрорайоне Сибулакюла городского района Кесклинн. Находится в самом центре города и выходит на оживлённую улицу Лийвалайа. Пересекает улицу Каука. Протяжённость улицы — 331 м.

## История
Несмотря на название (в переводе на русский язык: Купеческая), на улице нет ни одного магазина или торгового склада. Но свое имя она, всё-таки, носит неслучайно. В начале ХIХ столетия, когда еще не было официально зафиксированных наименований городских улиц, современную Каупмехе одни жители называли нем. Stolzenwaldstrasse, другие — нем. Kaufmannstrasse (Купеческая, 1804), у жителей-эстонцев бытовало название эст. Vene Kaupmehe tänav (Русская Купеческая улица). 
1. Первое название возникло потому, что еще с конца XVIII века таллиннский бюргер Христофор Стольценвальд открыл здесь популярный ресторан;
2. второе связано с именем русского купца Никиты Ермакова, который имел на этой улице землевладение и собственный дом.
3. Еще одно название — нем. Podosinshe strasse (1846), видимо, было связано с фамилией русского купца или огородника.
4. Во второй половине XIX века на этой улице построили молитвенный дом, и её стали называть эст. Lugemise uulits (улица Молитв);
5. C 1959 до 3 августа 1990 года улица носила имя эстонского революционера Ханса Пегельмана[1].
6. В 1992 году вернули улице её историческое название.

В доме № 8 (построен в 1912 г.) в 1934—1944 годах жил писатель Август Гайлит.
Общественный транспорт по улице не курсирует.

## Галерея

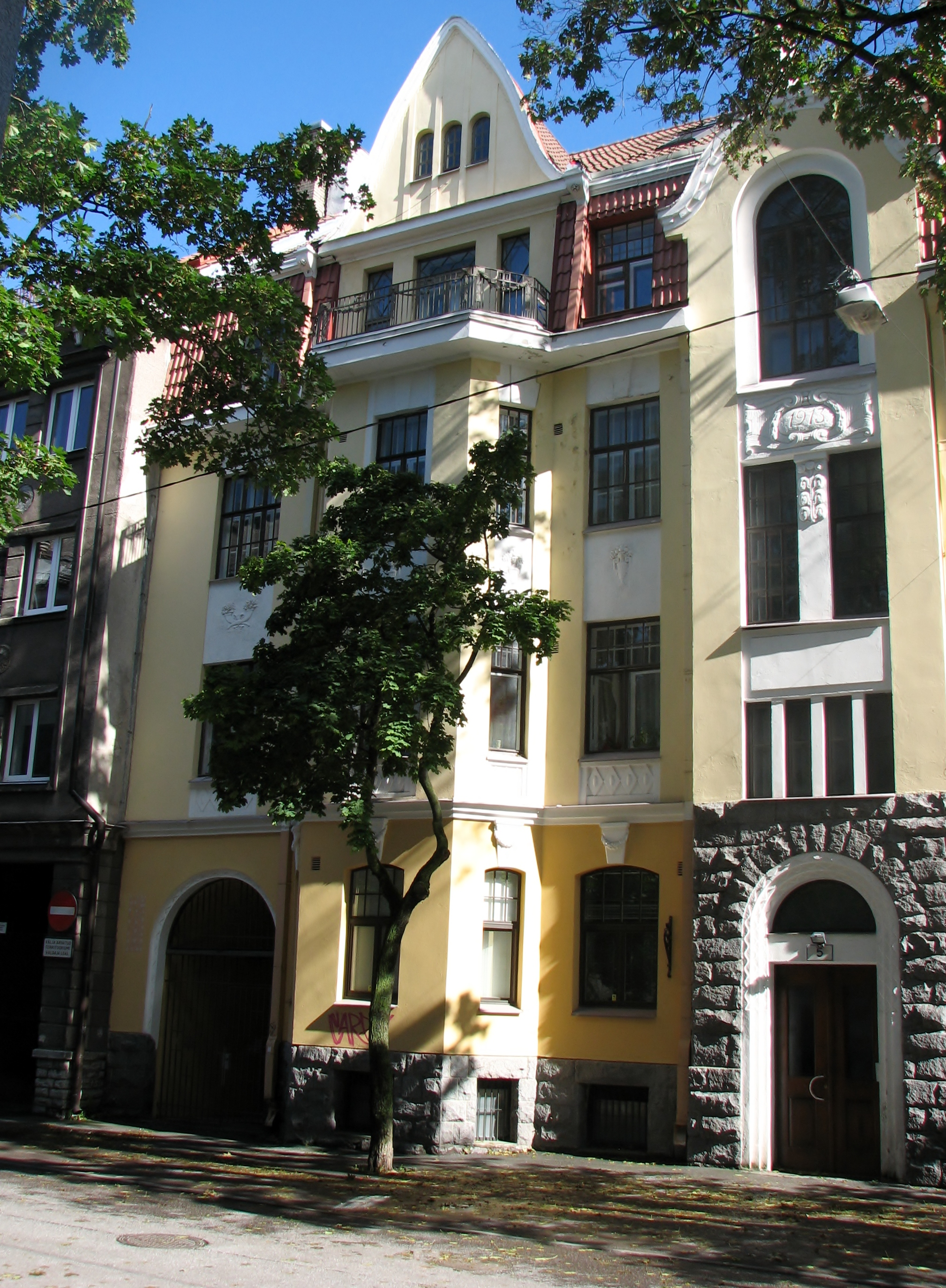
Улица Каупмехе 5
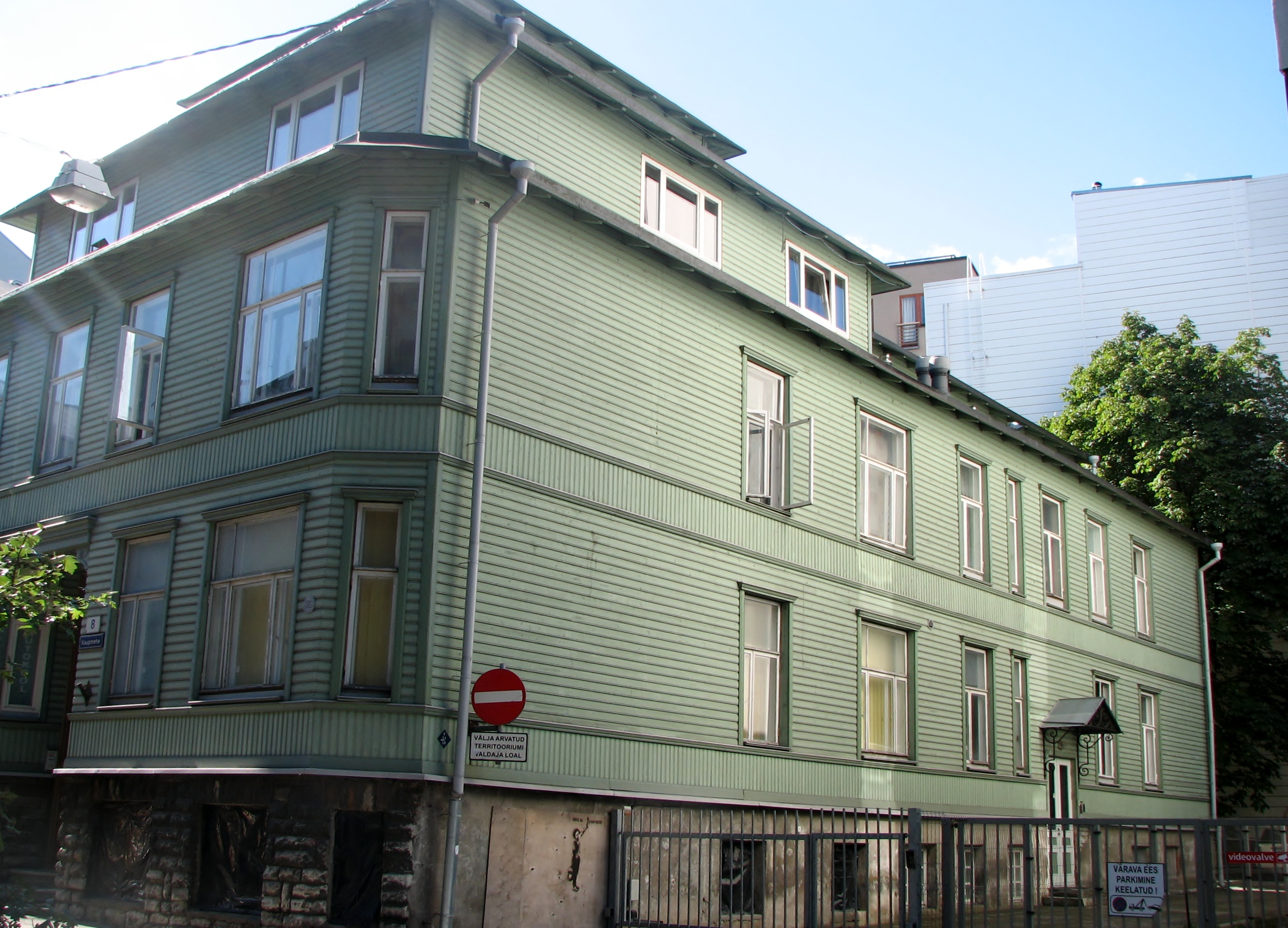
Улица Каупмехе 8